# Dơi cánh khiên
Dơi cánh khiên (danh pháp hai phần: Miniopterus magnater) là một loài động vật có vú trong họ Dơi muỗi, bộ Dơi. Loài này được Sanborn mô tả năm 1931.